# カルメンタ

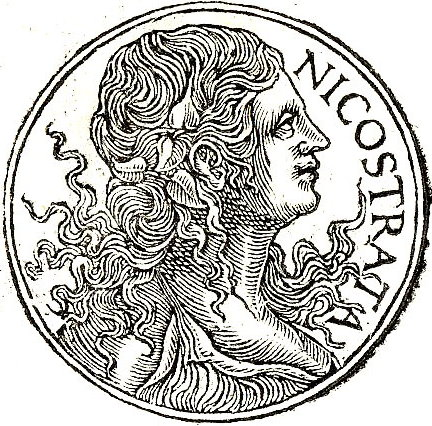
ニコストラテーとして描かれたカルメンタ。

カルメンタ（ラテン語: Carmenta）は、ローマ神話の出産と予言の女神で、技術革新とも関係があり、母子の守護神であると同時に助産婦の守護神である。神話上はラテン文字の発明者とされている。

## 背景

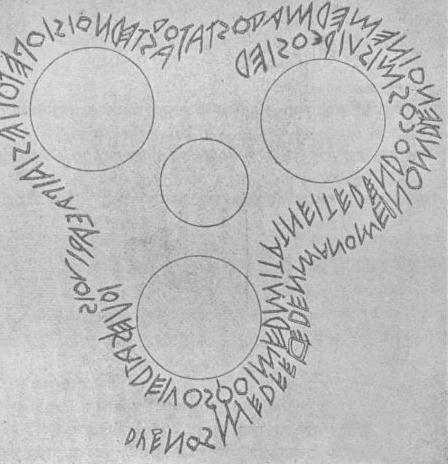
Duenos inscription（紀元前6世紀）は、古ラテン語の文字の現存する最も古い形態を示している。

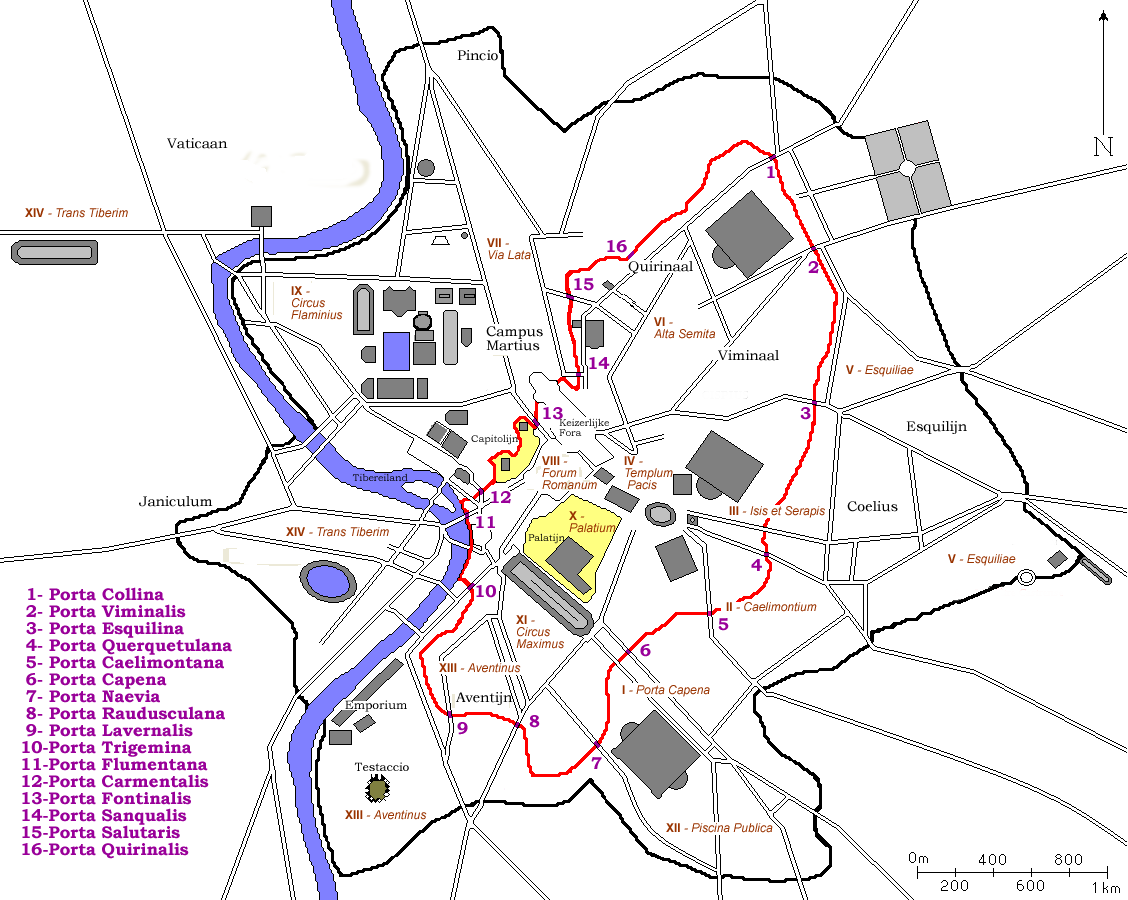
セルウィウス城壁のカルメンタリス門（12番）

その名はラテン語の carmen に由来し、魔法の呪文、神託、歌などを意味する。英語の charm と同じ語源である。本来の名はニコストラテー (Nicostrate) だったが、神託を授けてくれるという名声を称えて今のように呼ばれるようになった。彼女はエウアンドロスの母であり、エウアンドロスは仲間と共にパランティウムという都市を建設した。パランティウムは後のローマ建国の起点の1つとなった。ガイウス・ユリウス・ヒュギーヌス (Fab. 277) によれば、ギリシア文字のうち15文字を変更してラテン文字を作ったのがカルメンタだという。それを息子のエウアンドロスがラティウムに持ち込んだ。
カルメンタはカメーネの1人であり、キンメリアの巫女（アヴェルヌス湖の近くにあったアポローンの神託所で予言を与える神官）でもある。
彼女に仕える神官のリーダーを flamen carmentalis と呼ぶ。彼女の神殿では、皮革や他の死んだ皮を身につけることが禁じられていた。その神殿はローマのカルメンタリス門 (Porta Carmentalis) のそばにあった。
彼女を祭ったカルメンタリア祭は1月11日と1月15日に行われる女性の祭りだった。

### 一次文献
- Ovid, Fasti i.461-542
- Servius, In Aeneida viii.51
- Solinus, Collectanea rerum memorabilium i.10, 13

### 二次文献
- The Dictionary of Classical Mythology by Pierre Grimal, page 89 "Carmenta"
- The Book of the City of Ladies, by Christine de Pizan, section I.33.2